# Pernay
Pernay és un municipi francès, situat al departament de l'Indre i Loira i a la regió de Centre – Vall del Loira. L'any 2007 tenia 1.016 habitants.

## Demografia

### Població
El 2007 la població de fet de Pernay era de 1.016 persones. Hi havia 364 famílies, de les quals 64 eren unipersonals (24 homes vivint sols i 40 dones vivint soles), 92 parelles sense fills, 168 parelles amb fills i 40 famílies monoparentals amb fills.
La població ha evolucionat segons el següent gràfic:
Habitants censats

### Habitatges
El 2007 hi havia 410 habitatges, 368 eren l'habitatge principal de la família, 18 eren segones residències i 24 estaven desocupats. 400 eren cases i 9 eren apartaments. Dels 368 habitatges principals, 279 estaven ocupats pels seus propietaris, 85 estaven llogats i ocupats pels llogaters i 4 estaven cedits a títol gratuït; 1 tenia una cambra, 17 en tenien dues, 47 en tenien tres, 108 en tenien quatre i 195 en tenien cinc o més. 289 habitatges disposaven pel capbaix d'una plaça de pàrquing. A 123 habitatges hi havia un automòbil i a 227 n'hi havia dos o més.

### Piràmide de població
La piràmide de població per edats i sexe el 2009 era:
| Homes | Edats   | Dones |
| ----- | ------- | ----- |
| 4     | 95 o +  | 4     |
| 0     | 90 a 94 | 4     |
| 12    | 85 a 89 | 4     |
| 0     | 80 a 84 | 0     |
| 12    | 75 a 79 | 16    |
| 16    | 70 a 74 | 12    |
| 12    | 65 a 69 | 12    |
| 16    | 60 a 64 | 8     |
| 20    | 55 a 59 | 28    |
| 40    | 50 a 54 | 20    |
| 44    | 45 a 49 | 44    |
| 32    | 40 a 44 | 28    |
| 40    | 35 a 39 | 28    |
| 44    | 30 a 34 | 52    |
| 8     | 25 a 29 | 20    |
| 24    | 20 a 24 | 20    |
| 48    | 15 a 19 | 8     |
| 28    | 10 a 14 | 8     |
| 24    | 5 a 9   | 48    |
| 20    | 0 a 4   | 32    |

## Economia
El 2007 la població en edat de treballar era de 667 persones, 527 eren actives i 140 eren inactives. De les 527 persones actives 496 estaven ocupades (259 homes i 237 dones) i 31 estaven aturades (10 homes i 21 dones). De les 140 persones inactives 51 estaven jubilades, 63 estaven estudiant i 26 estaven classificades com a «altres inactius».

### Ingressos
El 2009 a Pernay hi havia 361 unitats fiscals que integraven 1.031 persones, la mediana anual d'ingressos fiscals per persona era de 18.946 €.

### Activitats econòmiques
Dels 37 establiments que hi havia el 2007, 1 era d'una empresa extractiva, 1 d'una empresa alimentària, 4 d'empreses de fabricació d'altres productes industrials, 13 d'empreses de construcció, 2 d'empreses de comerç i reparació d'automòbils, 1 d'una empresa de transport, 3 d'empreses d'hostatgeria i restauració, 1 d'una empresa financera, 2 d'empreses immobiliàries, 5 d'empreses de serveis i 4 d'entitats de l'administració pública.
Dels 14 establiments de servei als particulars que hi havia el 2009, 1 era una oficina de correu, 1 taller de reparació d'automòbils i de material agrícola, 2 paletes, 1 guixaire pintor, 3 fusteries, 3 lampisteries, 1 electricista i 2 restaurants.
L'únic establiment comercial que hi havia el 2009 era una fleca.
L'any 2000 a Pernay hi havia 11 explotacions agrícoles que ocupaven un total de 396 hectàrees.

## Equipaments sanitaris i escolars
El 2009 hi havia una escola elemental.

## Poblacions properes
El següent diagrama mostra les poblacions més properes.